# Gonzalo Parra-Aranguren
Gonzalo Parra-Aranguren (ur. 5 grudnia 1928 w Caracas, zm. 3 grudnia 2016 w Miami) – wenezuelski prawnik, sędzia Międzynarodowego Trybunału Sprawiedliwości.
Ukończył z wyróżnieniem prawo na Centralnym Uniwersytecie Wenezueli w Caracas w 1950. Następnie uzyskał stopień LL.M na Uniwersytecie Nowojorskim w 1952. W 1955 został doktorem nauk prawnych na Uniwersytecie Ludwika i Maksymiliana w Monachium.
Od 1956 do 1996 był profesorem na Universidad Central de Venezuela, gdzie wykładał prawo prywatne międzynarodowe. Od 1957 do 1996 uczył tego przedmiotu także na Katolickim Uniwersytecie Andrésa Bella w Caracas. Był sędzią w sądach wenezuelskich od 1971 do 1996, w tym w Sądzie Najwyższym od 1988. Działał jako arbiter w sporach handlowych krajowych i międzynarodowych; był członkiem Stałego Trybunału Arbitrażowego w Hadze od 1985.
Był członkiem Instytutu Prawa Międzynarodowego od 1979, a także Akademii Nauk Politycznych i Społecznych w Caracas od 1966 (był jej prezesem od 1992 do 1995).
Od 1996 do 2009 był sędzią Międzynarodowego Trybunału Sprawiedliwości.

## Wybrane publikacje
- Die Regel “Locus Regit Actum” und die Formen der Testamente (1955)
- La Nacionalidad Venezolana Originaria, t. I-II (1964)
- La Constitución de 1830 y los Venezolanos por Naturalización (1969)
- Codificación del Derecho Internacional Privado en América t. I {1982}, t. II {1998}
- La Nacionalidad Venezolana: I. Antecedentes Históricos (1983)
- La Influencia del Matrimonio sobre la Nacionalidad de la Mujer en la Legislación Venezolana (1983)
- La Nacionalidad Venezolana: II. Problemas Actuales (1983)
- Monografías Selectas de Derecho Internacional Privado (1984)
- Ensayos de Derecho Procesal Civil Internacional (1986)
- Curso General de Derecho Internacional Privado (Problemas Selectos) (1991)
- Curso General de Derecho Internacional Privado. Problemas Selectos y Otros Estudios (1992)
- Curso General de Derecho Internacional Privado. Problemas Selectos y Otros Estudios trzecie wydanie (1998)
- Estudios de Derecho Procesal Civil Internacional (1998)
- Escritos Diversos de Derecho Internacional Privado (1998)
- Estudios de Derecho Mercantil Internacional (1998)
- El Régimen de los Bienes en el Matrimonio en el Derecho Internacional Privado Venezolano (2007)